# Прутняк
Прутня́к, или Ви́текс (лат. Vítex) — род листопадных или вечнозелёных деревьев и кустарников семейства Яснотковые (ранее относили к семейству Вербеновые).

## Ботаническое описание
Листопадные или вечнозелёные деревья и кустарники высотой до 10 м.
Листья супротивные, пальчатые (с тремя—семью листочками), серовато-зелёные, слегка опушённые, длинночерешковые.
Цветки мелкие, белые, желтоватые, красные или различных оттенков синего; собраны в крупные, плотные гроздевидные или метельчатые соцветия.

## Распространение и экология
Родиной растения является Средиземноморье. Главным образом произрастает в умеренном, субтропическом и тропическом климате.

## Виды
По информации базы данных The Plant List, род включает 223 вида. Некоторые из них:
- Vitex agnus-castus L. — Витекс обыкновенный, или Витекс священный, или Прутняк обыкновенный, или Авраамово дерево, или Агнец непорочный
- Vitex lucens Kirk — Пурири
- Vitex pinnata L. — Прутняк перистый
- Vitex trifolia L. — Витекс трёхлисточковый, или Прутняк трёхлисточковый

## Значение и применение
Некоторые виды витекса разводят как декоративные, многие дают ценную древесину.
Имеются указания на антималярийные свойства некоторых видов: витекса обыкновенного, Vitex negundo и Vitex peduncularis.
Плоды и трава прутняка обыкновенного включены в Европейскую фармакопею, БТФ и фармакопеи ряда европейских стран. Помимо этого, в западноевропейской и азиатской медицинах плоды используются при недостаточной лактации, нарушениях менструального цикла, а также как мочегонное и раздражающее средство. Плоды прутняка китайского содержат эфирное масло (цинеол, пинен), флавоноиды, иридоидные гликозиды. Его листья и корни используются в жаропонижающих, противовоспалительных, отхаркивающих, мочегонных, а также антигельминтных целях.

## Галерея
| |  |  |  |
| Слева направо: Листья и соцветие Витекса священного. Цветок Vitex lucens. Плоды Витекса трехлисточкового. |  |  |  |